# Kayadibi, Sinanpaşa
Kayadibi là một xã thuộc huyện Sinanpaşa, tỉnh Afyonkarahisar, Thổ Nhĩ Kỳ. Dân số thời điểm năm 2011 là 832 người.